# Hermann Schwarz
Karl Hermann Amandus Schwarz (ur. 25 stycznia 1843 w Hermsdorfie koło Hirschbergu; zm. 30 listopada 1921 w Berlinie) – niemiecki matematyk zajmujący się różnymi obszarami analizy jak rzeczywista, zespolona, równania różniczkowe cząstkowe, rachunek wariacyjny i geometria różniczkowa. Jego nazwisko nosi kilka twierdzeń.

## Życiorys
Studiował w Berlinie, początkowo chemię, jednak za namową Ernsta Eduarda Kummera i Karla Weierstrassa zajął się matematyką. Doktoryzował się w 1864 roku w Berlinie na podstawie rozprawy pt. De superficiebus in planum explicabilibus primorum septem ordinum. W latach 1867–1869 pracował w Halle (Saale), następnie w Zurychu, a od 1875 roku przeniósł się na Uniwersytet w Getyndze. W roku 1892 został przyjęty w poczet członków Akademii Nauk w Berlinie. Uczniami Schwarza byli m.in. Leopold Fejér, Gerhard Hessenberg, Paul Koebe, Theodor Vahlen oraz Ernst Zermelo.

## Dorobek badawczy
W analizie zespolonej uzyskał znaczące wyniki dotyczące możliwości konforemnego odwzorowania jednospójnego obszaru na płaszczyźnie zespolonej w koło jednostkowe. Na polu równań cząstkowych uzyskał znaczący wynik dotyczący iteracyjnej metody rozwiązywania pewnych szczególnych równań tego typu. 